# Auribail
Auribail é uma comuna francesa na região administrativa da Occitânia, no departamento do Alto Garona. Estende-se por uma área de 8.94 km², com 202 habitantes, segundo o censo de 2018, com uma densidade de 23 hab/km².